# Guillaume Ier de Sillé
Pour les articles homonymes, voir Guillaume Ier.
Guillaume Ier de Sillé, seigneur de Sillé. 

## Biographie
Pierre-Jean Le Corvaisier (pp. 79, 329) a mis en circulation une légende d'après laquelle le premier seigneur de Sillé, du temps de l'évêque Sigefroy (960-995), aurait assassiné le seigneur de Tucé et de la Milesse. 
Pour expier ce meurtre, il aurait été condamné à bâtir une chapelle desservie par un chapelain, sur le lieu du crime. Cela a été répété par Dom Colomb, André René Le Paige, Thomas Cauvin, Pesche, mais sans aucune référence ancienne et sérieuse. On dit même que Guillaume, fils du meurtrier, aurait ajouté à la chapelle de la forêt de la Milesse un hospice de Saint-Christophe desservi par les religieux de Saint-Antoine. Corvaisier n'en parle pas, et Dom Piolin (t. IV, p. VI), revenant sur son premier récit, déclare qu'un titre des archives de l'hôpital du Mans prouve que l'hospice de Saint-Antoine fut fondé par le fils de Guillaume de Sillé sous le règne d'Henri Ier de France, roi de France, c'est-à-dire de 1031 à 1060. Cela pourrait nous reporter plus tard que la première légende. Par ailleurs, la confusion entre Henri Ier de France et Henri Ier d'Angleterre suggère l'idée qu'on est peut-être en face d'événements du XIIe siècle plutôt que du Xe et du XIe.
Guillaume Ier de Sillé, fondateur ou non de l'hospice de la Milesse, paraît en 1049, avec Hubert, son frère, et Herbrand de Pirmil, leur oncle ou aïeul, otages du comte Hugue du Mans dans ses démêlés avec Geoffroy Martel. Comme leur chef, ils rompirent la parole donnée, et le comte d'Anjou leur retira les fiefs de Saint-Saturnin qu'il avait cédés à Herbrand, et que Goslen, son frère, avait possédés sous Foulque Nerra. Guillaume serait probablement le premier seigneur de Sillé, grâce à l'inféodation d'un Raoul, vicomte du Maine.

## Source
- Abbé Angot, « Baronnie de Sillé », dans Bulletin de la Commission historique et archéologique de la Mayenne, 1920, no 36, p. 135-152.